# プリンシペ・アルフォンソ級軽巡洋艦
プリンシペ・アルフォンソ級軽巡洋艦 (Príncipe Alfonso class Light Cruiser) 、またはアルミランテ・セルベラ級軽巡洋艦 (英語: Almirante Cervera-class cruiser、スペイン語: Cruceros clase Cervera) とはスペイン海軍が整備した軽巡洋艦の艦級である。本級は1915年海軍整備計画において建造が承認されたクラスで、イギリスの協力を得て設計された。イギリス海軍のE級軽巡洋艦をタイプシップとし、スペイン国内で建造された。第一次世界大戦に計画されたが、予算難や資材調達のために同大戦後に竣工した。近代化改修を実施しつつ第二次世界大戦後も運用され、1960年代中盤から1970年にかけて除籍された。

## 概要
本級はイギリス海軍のエメラルド級軽巡洋艦をタイプシップとしている。従来艦はスペインの燃料事情を考慮して主缶の半分が石炭･重油混焼缶で3本煙突であったが、本級から重油専焼缶に統一された。エメラルド級軽巡は3本煙突だが、本級は2本煙突となり、船体形状、武装配置などが改良されている。

## 艦形について

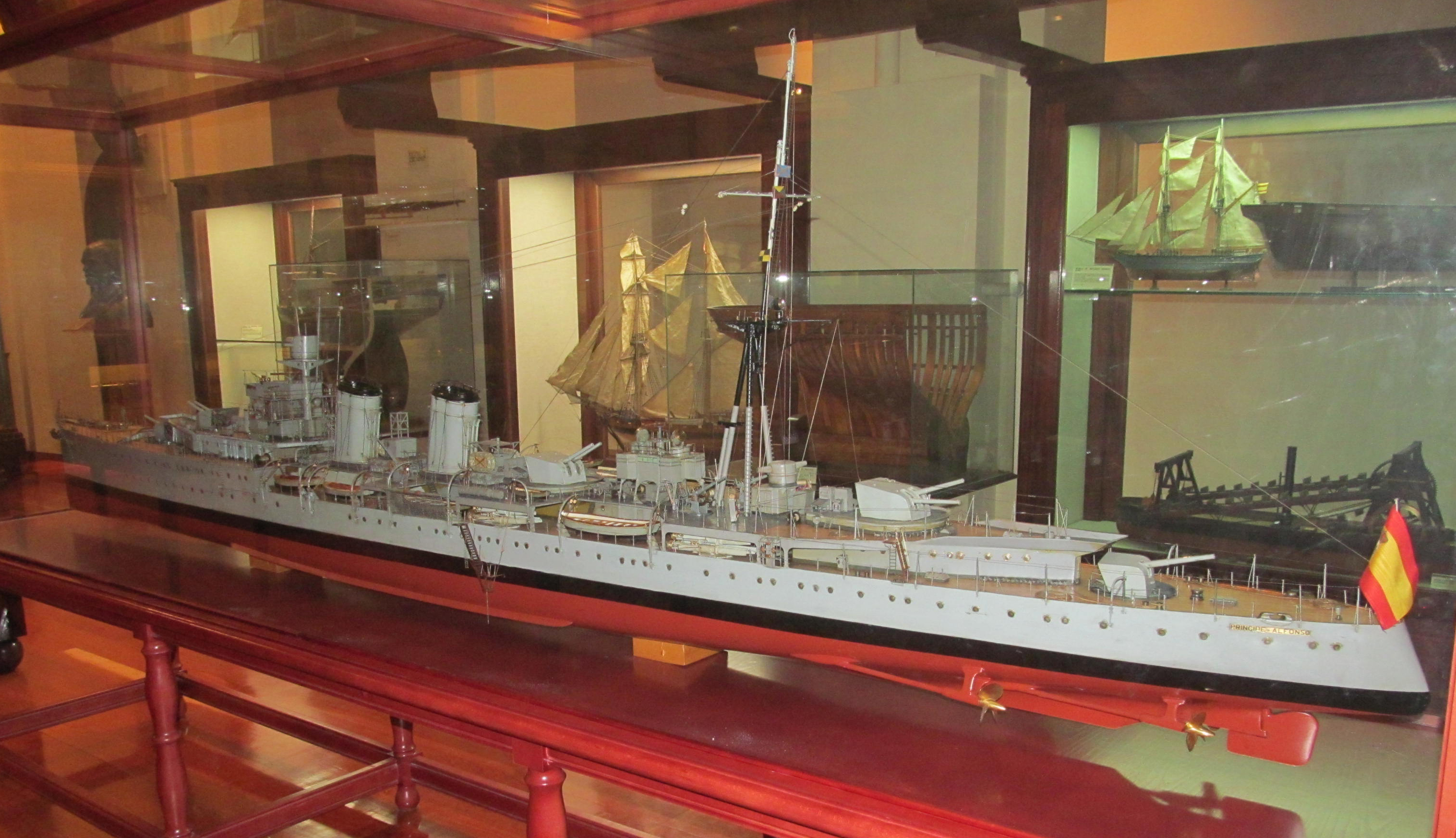
「プリンシペ・アルフォンソ」の模型

船体形状は、艦首乾舷を高めた船首楼型船体である。船体長を長くとり、船体の幅を抑え水の抵抗を少なくし、少ない機関出力でも高速を出しやすい形状とした。また、乾舷が高いということは外洋航行時の凌波性にも良好な性質が出るので巡洋艦には最適な艦形であった。艦首甲板上に15.2cm単装砲を1基と、甲板1段分上がった高所に15.2cm連装砲を1基の背負い式配置とした。重心が上昇するのを覚悟して重量のある連装砲架を上部構造物に配置したのは、少しでも波飛沫の影響の受けにくい箇所に有力な門数を確保する工夫であった。その後部に頂上部に測距儀を配置する近代的な箱型艦橋が設けられ、艦橋後部に2本煙突が後方にやや傾斜して立っており、間には探照灯台が設けられている。船体中央部の高所に15.2cm連装砲架が後ろ向きに1基配置し、その後部に後部艦橋と簡素な三脚式の後部マストが立ち並び、後部甲板上に15.2cm連装砲架と15.2cm単装砲架が背負い式配置で1基ずつ配置された。

### 主砲について
主砲はイギリス製の「ヴィッカーズ 1923年型 15.2cm（50口径）砲」を採用した。イギリス海軍において第一次大戦前に計画された殆どの軽巡洋艦に置いて搭載方式は一部の例外（E級軽巡洋艦「エンタープライズ」）を除いて単装砲架を採用していたが、スペイン海軍向けの本級において一部を連装砲架を採用した事に特色がある。このため、本級は15.2cm砲を連装砲架で3基6門、単装砲架で2基2門で計8門を装備していた。その性能は重量45ｋｇの砲弾を最大仰角15度で18,290mまで届かせる事ができた。俯仰能力は仰角15度・俯角5度である。旋回角度は舷側方向を0度として左右150度の旋回角度を持つ、砲身の俯仰・砲塔の旋回・砲弾の揚弾・装填は主に人力を必要とした。発射速度は1分間に5～7発であった。
後に1940～1945年にかけて近代化改装を行った時に15.2cm砲のうち単装砲架の2基2門を撤去し、変わりに連装砲架を1基追加する事で前後甲板上に背負い式で2基ずつ計4基8門で火力を維持した。この時に連装砲架は新たに改設計され、仰角35度・俯角10度になり、最大仰角が35度となった事で射程も20,400mへと延伸された。発射速度と旋回角度は改装前と変わりは無かった。

### 高角砲、その他の備砲について
高角砲は同じくイギリス製の「ヴィッカーズ1913年型 QF Mark V 10.2cm（45口径）高角砲」を採用した。この砲は毎分辺り10～15発を発射でき、旋回角度は左右120度、俯仰角度は仰角80度・俯角5度の性能を持っており、14.06kgの砲弾を仰角45度で14,950 mの射程を、最大仰角80度で高度8,763mまで届かせる性能を持っていた。他に近接対空装備として4.7ｃｍ（50口径）単装高角砲を2基、対艦攻撃用として53.3cm水上魚雷発射管を三連装で4基を片舷2基ずつ計4基を舷側甲板上に配置していた。

## 同型艦
- プリンシペ・アルフォンソ（スペイン語版）（Príncipe Alfonso）

エル・フェロル海軍工廠にて1927年竣工。1931年に「リベルター(Libertad)」に改名、1939年に「ガリシア(Galicia)」と改名、1940年～1946年に近代化改装を実施、1970年に除籍後解体処分。
- アルミランテ・セルベラ（Almirante Cervera）

エル・フェロル海軍工廠にて1927年5月竣工。1940年～1946年に近代化改装を実施、1966年に除籍後1970年に解体処分。
- ミゲル・デ・セルバンテス（Miguel de Cervantes）

エル・フェロル海軍工廠にて1931年竣工。1943年～1946年に近代化改装を実施、1964年に除籍後解体処分。

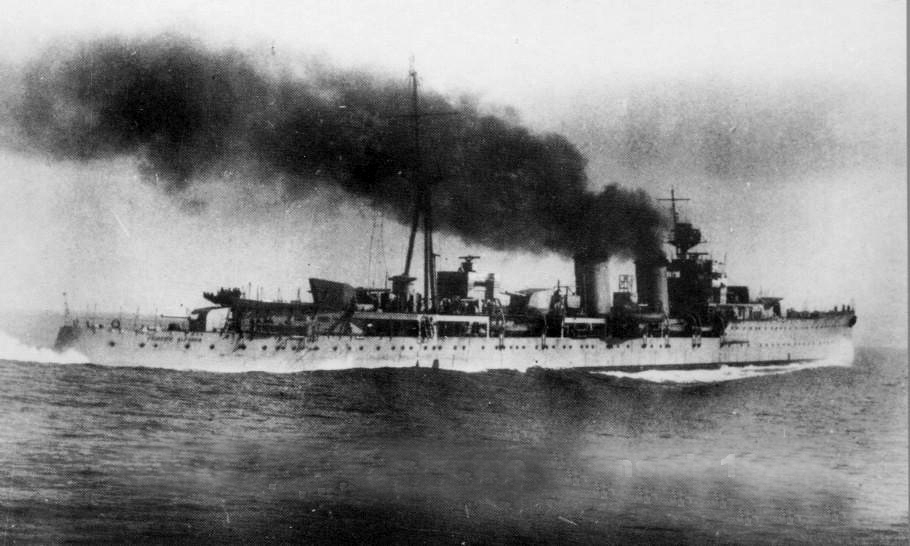
「プリンシペ・アルフォンソ」
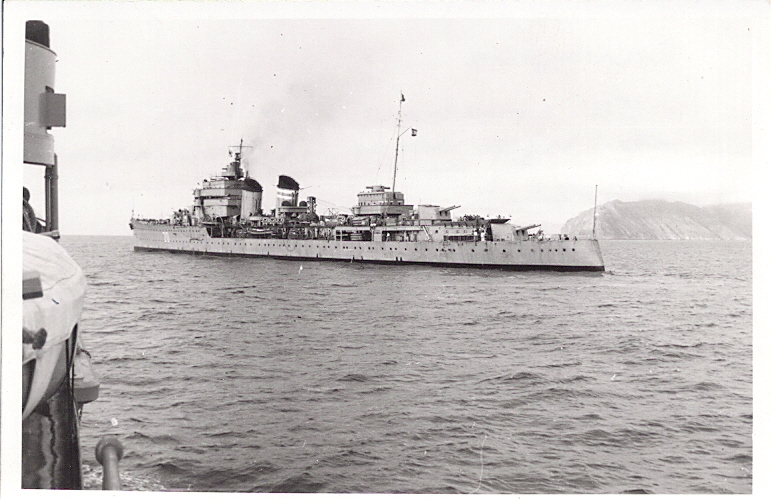
近代化改装後の「ミゲル・デ・セルバンテス」